# 1 maart
1 maart is de 60ste dag van het jaar (61ste dag in een schrikkeljaar) in de gregoriaanse kalender. Hierna volgen nog 305 dagen tot het einde van het jaar.

## Gebeurtenissen
- Algemeen
  - 1565 - Rio de Janeiro wordt gesticht.
  - 1901 - De Wuppertaler Schwebebahn wordt geopend.
  - 1991 - Voor de Keniaanse kust zinkt een vrachtschip met vluchtelingen uit Somalië aan boord: 150 doden en 100 vermisten.
  - 1993 - John Demjanjuk, de Oekraïense man die door een Israëlische rechtbank ter dood is veroordeeld omdat hij de beul uit het concentratiekamp Treblinka zou zijn, begint een driedaagse hongerstaking.
  - 1994 - In Groot-Brittannië komt aan het licht dat de beroemde foto van het monster van Loch Ness uit 1934 een vervalsing is.
  - 2009 - De nieuwe president van Somalië, Sharif Sheikh Ahmed, stemt in met de invoering van het islamitische recht, de sharia.
  - 2020 - Het Beatrix-ziekenhuis in Gorinchem, alsmede een polikliniek in Leerdam kondigen een totale sluiting af vanwege het covid-19 virus.
  - 2024 - In de Poolse stad Szczecin rijdt een automobilist uit deze stad in op een groep mensen die bij een tramhalte staan te wachten. Daarbij raken ten minste vijftien mensen onder wie zes kinderen gewond. Volgens de politie is er geen sprake van een terroristisch motief.[1]

- Criminaliteit en veiligheid
  - 1932 - Amerikaans piloot Charles Lindberghs zoon wordt gekidnapt.
  - 1984 - De twee belangrijkste verdachten in de ontvoeringszaak van Nederlands biermagnaat Freddy Heineken en zijn chauffeur, Ab Doderer, worden aangehouden in Parijs.
  - 2020 - Twee TBS-ers zijn ontsnapt uit een kliniek in het Nederlandse Poortugaal en hebben een gijzelaar meegenomen, in Ochten is er één opgepakt na een vuurgevecht, de andere patiënt overleed.
  - 2024 - In de Duitse deelstaat Nedersaksen doodt een schutter in de plaatsen Scheeßel en Bothel 4 mensen onder wie een peuter. Een militair van de Bundeswehr meldt zich kort na de gebeurtenissen bij de politie. Bij een doorzoeking van zijn auto treft de politie een molotovcocktail en nog een vuurwapen aan. De aard van de relatie van de verdachte met de slachtoffers is evenals zijn motief niet duidelijk.[2]

- Economie
  - 1983 - De cent wordt afgeschaft in Nederland. Het muntje wordt amper gebruikt en is te duur: 1 cent maken kost 3 cent.

- Kunst en cultuur
  - 1972 - Franz, de eerste film over het leven van Jacques Brel, gaat in Brussel in première.
  - 2008 - Nikki Kerkhof wint de finale van Idols 4. Dit seizoen werd gepresenteerd door Martijn Krabbé en Wendy van Dijk.

- Media
  - 1967 - De Geldersch-Overijsselsche Courant wordt een kopblad van het door Kluwer uitgegeven Deventer Dagblad en verschijnt dagelijks, met een eigen redactie in Lochem.
  - 2015 - John Jansen van Galen presenteert voor de laatste keer het radioprogramma Met het Oog op Morgen.
  - 2022 - Vanaf vandaag is Viaplay te verkrijgen in Nederland.

- Oorlog
  - 317 - De eerste burgeroorlog tussen de Romeinse keizers Licinius en Constantijn de Grote eindigt met een overwinning voor Constantijn. Licinius mag keizer blijven, maar moet wel zijn medekeizer Valerius Valens executeren.
  - 1444 - Skanderbeg wordt uitgeroepen tot leider van het Albanese verzet.
  - 1562 - De Franse Hugenotenoorlogen beginnen met een bloedbad, waarbij tientallen hugenoten in Wassy worden vermoord.
  - 2003 - Al Qaida-kopman Khalid Sjeik Mohammed wordt gearresteerd in Pakistan.

- Politiek
  - 293 - Keizer Diocletianus verdeelt het Romeinse Rijk en vormt in Milaan de Tetrarchie ("heerschappij van vier"). Constantius I "Chlorus" en Galerius worden benoemd tot Caesar.
  - 350 - Vetranio wordt in Illyricum tot Caesar gekozen. Hij onderhandelt met keizer Constantius II en sluit een verbond met Magnentius.
  - 1796 - In Den Haag komt de eerste democratisch gekozen Nederlandse volksvertegenwoordiging bijeen, de Eerste Nationale Vergadering.
  - 1803 - Ohio treedt als 17e staat toe tot de Verenigde Staten.[3]
  - 1815 - Napoleon keert terug naar Frankrijk na zijn ballingschap op Elba.
  - 1855 - In Mexico begint de Revolutie van Ayutla.
  - 1867 - Nebraska treedt als 37e staat toe tot de Verenigde Staten.[4]
  - 1931 - Japan installeert ex-keizer Puyi van China als staatshoofd van de marionettenstaat Mantsjoekwo.
  - 2005 - Het Amerikaans Hooggerechtshof bepaalt dat het ter dood veroordelen van minderjarigen ongrondwettelijk is.
  - 2015 - De parlementsverkiezingen in Estland worden gewonnen door de liberale Eesti Reformierakond van premier Taavi Rõivas.
  - 2017 - De Drentse Commissaris van de Koning Jacques Tichelaar dient zijn ontslag in. Een vertrouwensbreuk was ontstaan nadat bekend werd dat hij een omstreden opdracht aan zijn schoonzus gunde.
  - 2023 - In Nigeria wordt Bola Tinubu van de regeringspartij APC officieel uitgeroepen tot winnaar van de presidentsverkiezingen.[5]

- Sport
  - 1981 - Na de wedstrijd tegen Hércules CF wordt FC Barcelona-speler Enrique Castro González door twee mannen met een pistool overvallen en ontvoerd.
  - 1989 - Oprichting van de Ecuadoraanse voetbalclub Delfín Sporting Club.
  - 1992 - De Amerikaanse zwemster Jenny Thompson scherpt in Indianapolis het wereldrecord op de 100 meter vrije slag aan tot 54,48 seconden. De mondiale toptijd was tot dan toe met 54,73 seconden in handen van de voormalig Oost-Duitse Kristin Otto.
  - 1996 - De Nederlandse schaatsster Christine Aaftink verbetert in Calgary haar eigen Nederlands record op de 500 meter (40,24 seconden) met een tijd van 40,14 seconden.
  - 2024 - De Belgische Noor Vidts wordt wereldkampioene vijfkamp op het WK atletiek indoor, in Glasgow, net als twee jaar eerder.[6] Zilver is er voor de Finse Saga Vanninen en de Nederlandse Sofie Dokter grijpt brons.[7]

- Wetenschap en technologie
  - 1896 - De Franse natuurkundige Antoine Henri Becquerel ontdekt het fenomeen radioactiviteit.
  - 1936 - De bouw van de Amerikaanse Hooverdam wordt afgerond.
  - 1954 - De Verenigde Staten brengen de waterstofbom Castle Bravo tot ontploffing tijdens een kernproef.
  - 2018 - Wetenschappers van NASA maken bekend dat met behulp van de Hubble en Spitzer ruimtetelescopen de aanwezigheid van waterdamp in de atmosfeer van de exoplaneet WASP-39b is aangetoond.[8]
  - 2021 - In Groot-Brittannië worden op een oprit in Winchcombe restanten van een meteoriet aangetroffen die gisteravond waarneembaar was als een heldere bolide. De vorige keer dat er een meteoriet is aangetroffen in Groot-Brittannië was in 1991.[9]
  - 2024 - Ruimtewandeling van de CNSA taikonauten Jiang Xinlin en Tang Hongbo voor onderhoudswerkzaamheden aan de zonnepanelen van het Chinese ruimtestation Tiangong.[10]

## Geboren

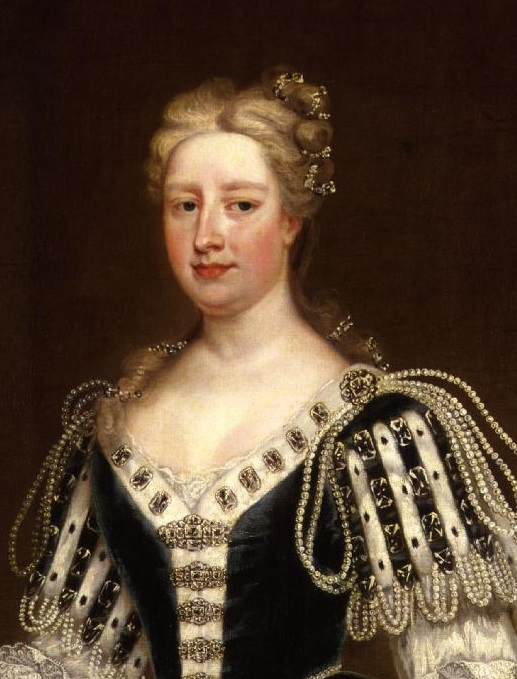
Caroline van Brandenburg-Ansbach
geboren in 1683

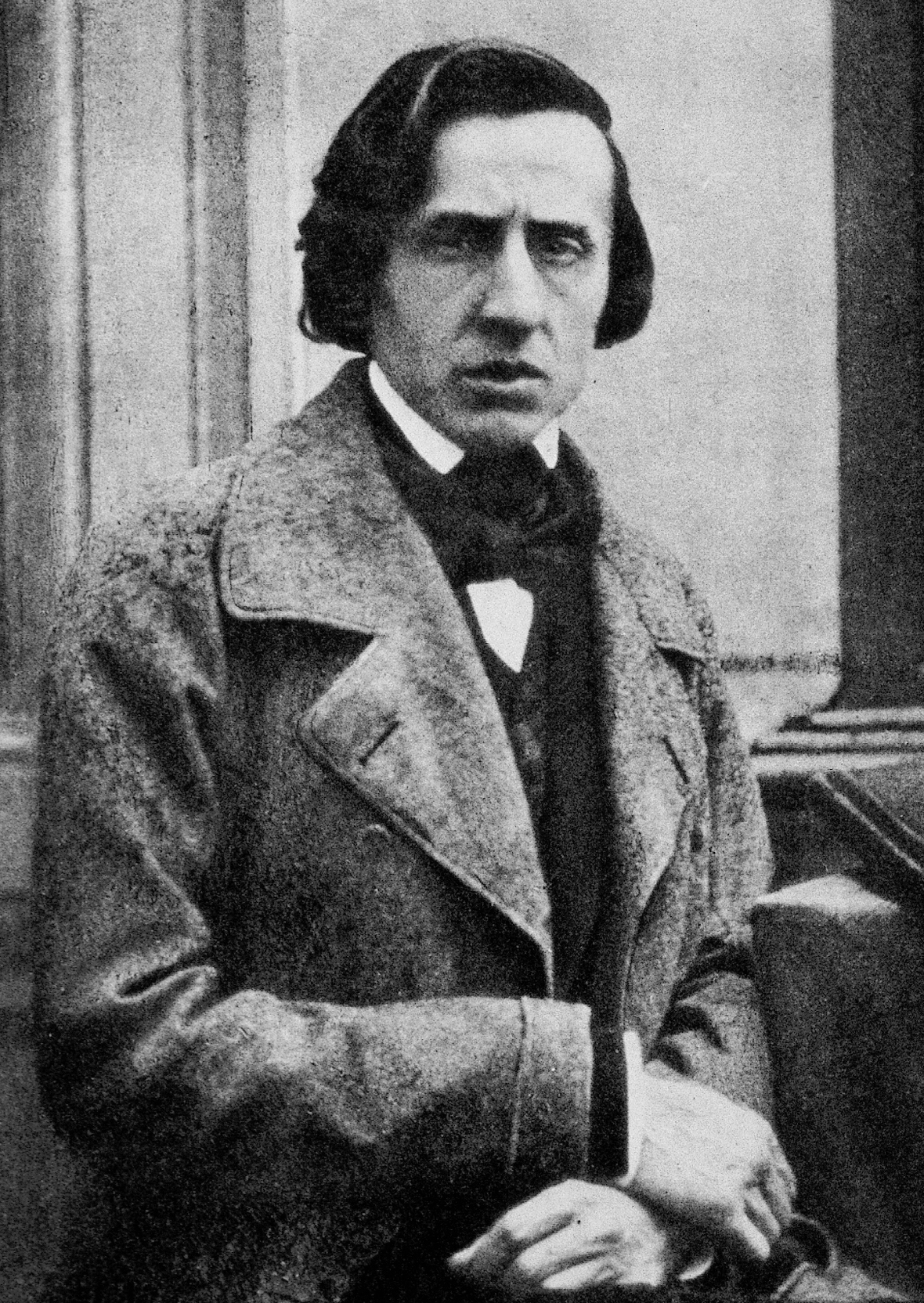
Frédéric Chopin
geboren in 1810

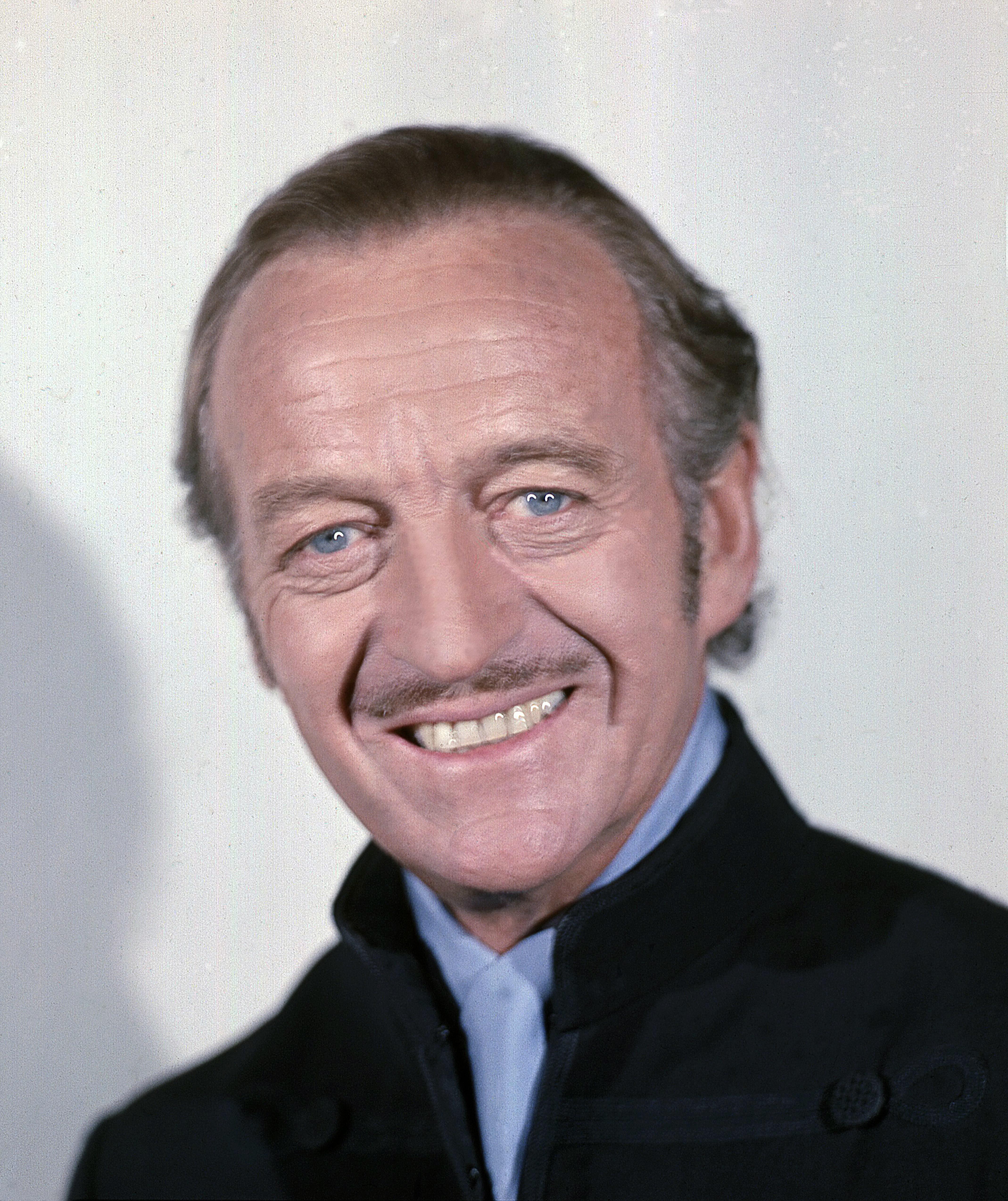
David Niven
geboren in 1910

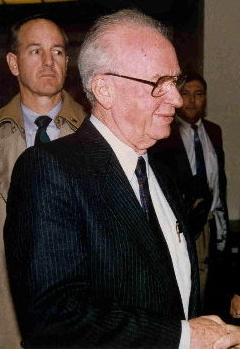
Yitzak Rabin
geboren in 1922

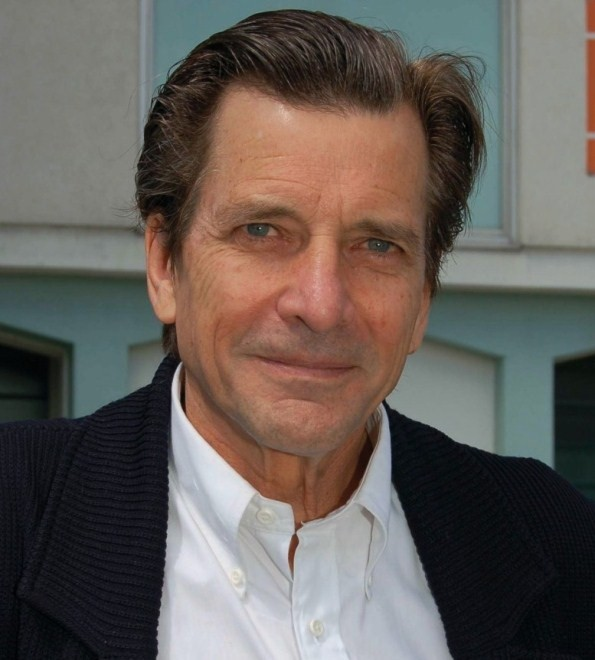
Dirk Benedict
geboren in 1945

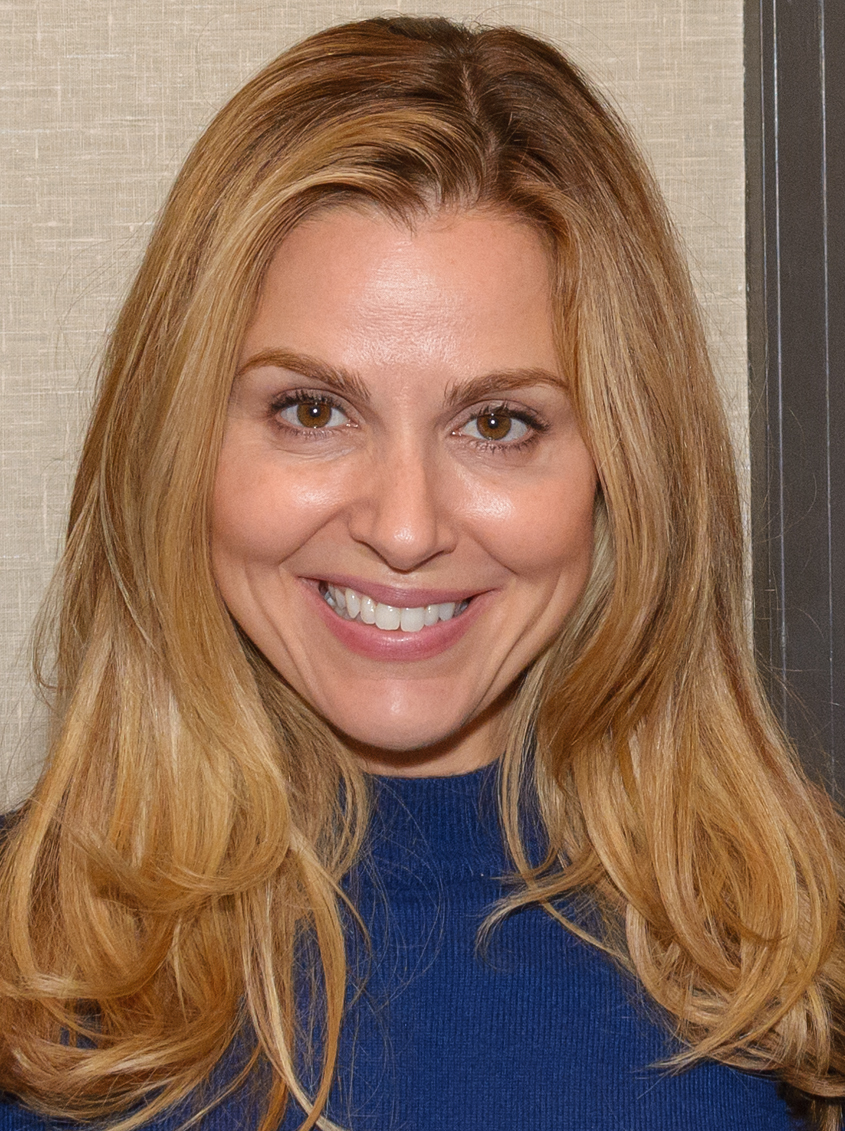
Cara Buono
geboren in 1971

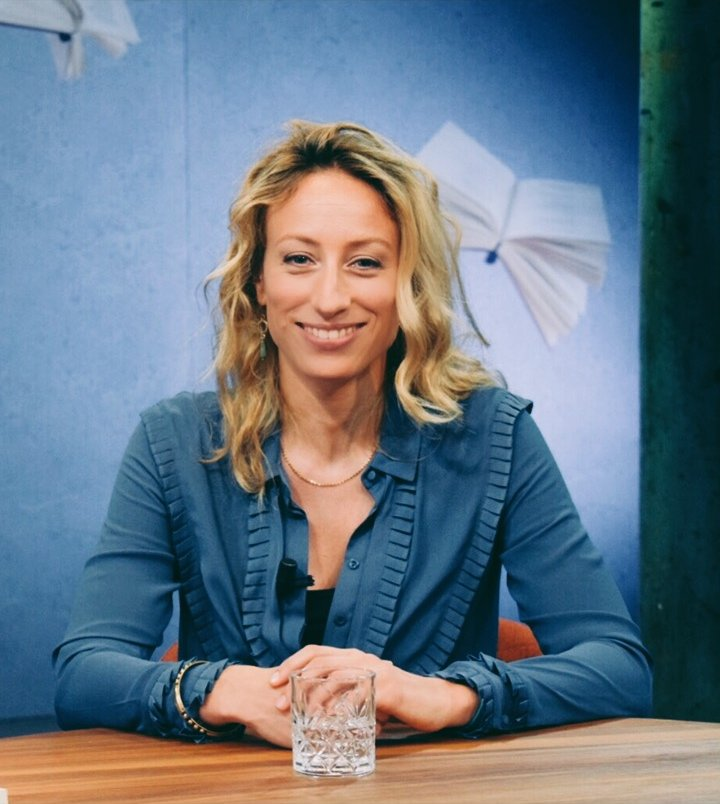
Carolina Lo Galbo
geboren in 1980

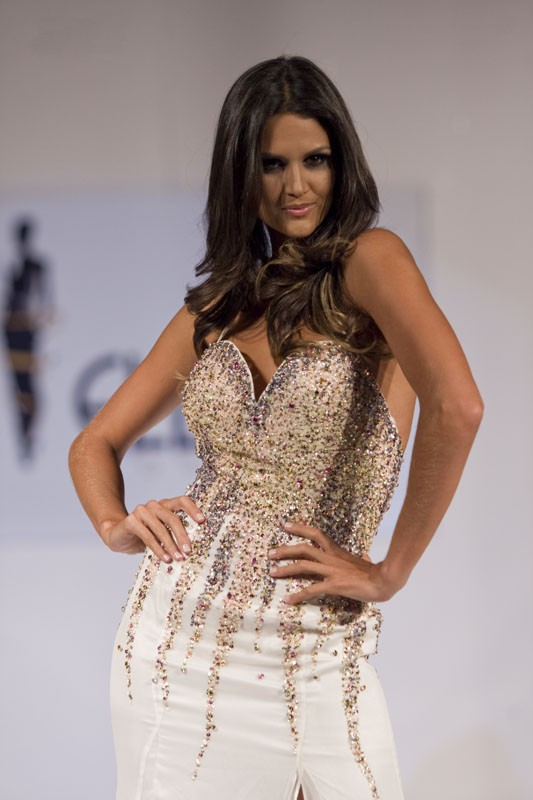
Leryn Franco
geboren in 1982

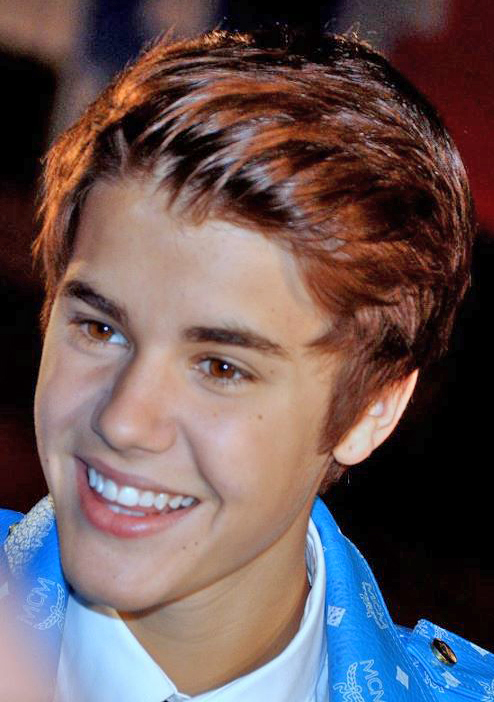
Justin Bieber
geboren in 1994

- 1683 - Caroline van Brandenburg-Ansbach, Duits echtgenote van George II van Groot-Brittannië (overleden 1737)
- 1690 - Victor Amadeus I van Savoye-Carignano, prins van Savoye (overleden 1741)
- 1809 - Jan Pieter Heije, Nederlands arts en dichter (overleden 1876)
- 1810 - Frédéric Chopin, Frans-Pools componist en pianist (overleden 1849)
- 1816 - Elisabeth Koning, Nederlands schilderes (overleden 1887)
- 1818 - Adriaan De Braekeleer, Belgisch kunstschilder (overleden 1904)
- 1858 - Georg Simmel, Duits filosoof en socioloog (overleden 1918)
- 1863 - Fjodor Sologoeb, Russisch symbolisch schrijver en dichter (overleden 1927)
- 1883 - Arnold De Munnynck, Belgisch tenor (overleden 1977)
- 1868 - Sophie Chotek, echtgenote van aartshertog Frans Ferdinand van Oostenrijk-Este (overleden 1914)
- 1883 - Adrienne Morrison, Amerikaans actrice (overleden 1940)
- 1886 - Julius Gustaaf Arnout Koenders, Surinaams onderwijzer en schrijver (overleden 1957)
- 1886 - Oskar Kokoschka, Tsjechisch schilder, graficus en schrijver (overleden 1980)
- 1887 - Georg-Hans Reinhardt, Duits generaal (overleden 1963)
- 1879 - Aleksandar Stambolijski, Bulgaars politicus (overleden 1923)
- 1892 - Karl-Axel Kullerstrand, Zweeds atleet (overleden 1981)
- 1899 - Erich von dem Bach-Zelewski, Duits SS-officier en Holocaustpleger (overleden 1972)
- 1903 - Jaap Boot, Nederlands atleet (overleden 1986)
- 1904 - Glenn Miller, Amerikaans jazztrombonist, bigbandleider en arrangeur (overleden 1944)
- 1910 - David Niven, Brits acteur (overleden 1983)
- 1910 - Elly Strassburger, Nederlands circusdirecteur (overleden 1988)
- 1911 - Harry Golombek, Brits schaker (overleden 1995)
- 1912 - Boris Tsjertok, Russisch ruimtepionier (overleden 2011)
- 1914 - Ralph Ellison, Amerikaans schrijver (overleden 1994)
- 1914 - Viljo Heino, Fins atleet (overleden 1998)
- 1915 - Joop Klant, Nederlands econoom en schrijver (overleden 1994)
- 1916 - Bernardo Gandulla, Argentijns voetballer (overleden 1999)
- 1919 - Leroy Warriner, Amerikaans autocoureur (overleden 2003)
- 1920 - Door de Graaf, Brits-Nederlands verzetsstrijdster en vertaalster (overleden 2011)
- 1921 - Terence James Cooke, Amerikaans kardinaal-aartsbisschop van New York (overleden 1983)
- 1922 - Yitzhak Rabin, Israëlisch generaal, diplomaat, politicus (onder andere premier) en Nobelprijswinnaar (overleden 1995)
- 1925 - Martín Chirino, Spaans beeldhouwer (overleden 2019)
- 1925 - Alexandre do Nascimento, Angolees kardinaal-aartsbisschop (overleden 2024)
- 1925 - Juul Zandbergen, Nederlands burgemeester en verzetsman (overleden 2008)
- 1926 - Jan Eijkelboom, Nederlands schrijver, journalist en dichter (overleden 2008)
- 1927 - Harry Belafonte, Amerikaans acteur en zanger (overleden 2023)
- 1927 - Claude Gensac, Frans actrice (overleden 2016)
- 1928 - Jacques Rivette, Frans filmregisseur (overleden 2016)
- 1929 - Angel Alcala, Filipijns herpetoloog en wetenschapper (overleden 2023)
- 1930 - Siep Martens, president van de Hoge Raad der Nederlanden (overleden 2001)
- 1930 - Gastone Nencini, Italiaans wielrenner (overleden 1980)
- 1931 - Lamberto Dini, Italiaans politicus
- 1931 - Aluísio Francisco da Luz (Índio), Braziliaans voetballer (overleden 2020)
- 1931 - Ang Kiukok, Filipijns kunstschilder (overleden 2005)
- 1933 - Ferdinand Ghesquière, Belgisch politicus, (overleden 2021)
- 1933 - István Láng, Hongaars componist, dirigent en muziekpedagoog (overleden 2023)
- 1934 - Jean-Michel Folon, Belgisch kunstenaar (overleden 2005)
- 1935 - Robert Conrad, Amerikaans acteur (overleden 2020)
- 1935 - Ruth Gassmann, Duits actrice en zangeres (overleden 2020)
- 1936 - Henk Bergamin, Nederlands politicus en sportbestuurder (overleden 2019)
- 1936 - Karel Eykman, Nederlands kinderboeken- en liedjesschrijver en dichter (overleden 2022)
- 1936 - Helmut Kuhnert, (Oost-)Duits langebaanschaatser
- 1936 - Willy Soemita, Surinaams politicus (overleden 2022)
- 1937 - Stig Bergling, Zweeds spion (overleden 2015)
- 1937 - Jimmy Little, Australisch zanger en acteur (overleden 2012)
- 1938 - Wim Cornelis, Nederlands sportbestuurder (overleden 2022)
- 1938 - Aart Staartjes, Nederlands acteur (overleden 2020)
- 1939 - Adnan Al-Kaissie, Iraaks professioneel worstelaar en manager (overleden 2023)
- 1940 - David Broome, Brits springruiter
- 1943 - Benny Begin, Israëlisch geoloog en politicus
- 1943 - Mauro Checcoli, Italiaans ruiter
- 1943 - Ben Jipcho, Keniaans atleet (overleden 2020)
- 1943 - Piet Veerman, Nederlands zanger
- 1944 - Roger Daltrey, Brits zanger (onder andere The Who)
- 1945 - Dirk Benedict, Amerikaans acteur
- 1945 - Svenne Hedlund, Zweeds zanger (overleden 2022)
- 1945 - Gordon Thomson, Canadees acteur (onder andere Dynasty)
- 1945 - Wilfried Van Moer, Belgisch voetballer en voetbalcoach (overleden 2021)
- 1946 - Jan Kodeš, Tsjechisch tennisser
- 1946 - Lana Wood, Amerikaans actrice
- 1947 - Alan Thicke, Canadees acteur (overleden 2016)
- 1948 - Slobodan Mitrić, Joegoslavisch geheim agent (overleden 2016)
- 1951 - Birger Jensen, Deens voetballer (overleden 2023)
- 1952 - Jean Blaute, Belgisch muzikant
- 1952 - Charles Dumolin, Belgisch zanger en kunstenaar (overleden 2019)
- 1952 - Martin O'Neill, Noord-Iers voetballer en voetbalcoach
- 1953 - Freddy Lucq, Belgisch atleet
- 1953 - Carlos Queiroz, Portugees voetbalcoach
- 1954 - Catherine Bach, Amerikaans actrice
- 1954 - Ron Howard, Amerikaans acteur (Happy Days), regisseur (The Da Vinci Code) en filmproducent
- 1954 - Monika Pflug, Duits schaatsster
- 1955 - Harrison Bankhead, Amerikaans jazzmuzikant (overleden 2023)
- 1955 - Denis Mukwege, Congolees gynaecoloog en mensenrechtenactivist; winnaar van de Nobelprijs voor de Vrede in 2018
- 1956 - Norbert Klein, Nederlands politicus (overleden 2021)
- 1956 - Mark Todd, Nieuw-Zeelands ruiter
- 1956 - Jan Van der Roost, Belgisch componist en dirigent
- 1958 - Bertrand Piccard, Zwitsers arts en luchtvaartpionier
- 1958 - Nik Kershaw, Brits zanger
- 1959 - Bernadette (Kraakman), Nederlands zangeres
- 1959 - Niek Meijer, Nederlands bestuurder en politicus
- 1960 - Alicia Dibos, Peruviaans golfster
- 1961 - Helen Vreeswijk, Nederlands jeugdauteur (overleden 2016)
- 1961 - Leonne Zeegers, Nederlands intersekse
- 1963 - Thomas Anders, Duits zanger
- 1963 - Hannu Jäntti, Fins voetballer
- 1963 - Arnold Oosterveer, Nederlands voetballer en voetbalmakelaar
- 1963 - Ubaldo Righetti, Italiaans voetballer
- 1964 - Micky Adriaansens, Nederlands juriste, bestuurder en politica
- 1964 - Luis Medina Cantalejo, Spaans voetbalscheidsrechter
- 1964 - Paul Le Guen, Frans voetballer en voetbaltrainer
- 1966 - Susan Auch, Canadees schaatsster
- 1966 - Tibor Balog, Hongaars voetballer en voetbaltrainer
- 1966 - Laurent Broothaerts, Belgisch atleet
- 1966 - JD Cullum, Amerikaans acteur
- 1966 - Rudy Moury, Belgisch voetballer
- 1966 - Zack Snyder, Amerikaans filmregisseur
- 1967 - Romijn Conen, Nederlands acteur
- 1967 - George Eads, Amerikaans acteur
- 1967 - Aron Winter, Nederlands voetballer
- 1968 - Camelia Macoviciuc, Roemeens roeister
- 1969 - Javier Bardem, Spaans acteur
- 1970 - Yolanda Griffith, Amerikaans basketbalspeelster
- 1971 - Cara Buono, Amerikaans actrice
- 1971 - Brad Falchuk, Amerikaans acteur, televisieproducent, scenarioschrijver
- 1971 - Tyler Hamilton, Amerikaans wielrenner
- 1971 - Allen Johnson, Amerikaans atleet
- 1971 - André Karnebeek, Nederlands voetballer
- 1971 - Dick Norman, Belgisch tennisser
- 1972 - Sjerstin Vermeulen, Nederlands paralympisch sportster
- 1973 - Jack Davenport, Brits acteur
- 1973 - Ryo Michigami, Japans autocoureur
- 1974 - Mark-Paul Gosselaar, Amerikaans acteur (onder andere NYPD Blue)
- 1975 - Aynur Doğan, Koerdisch zangeres
- 1975 - Sander de Heer, Nederlands radio-diskjockey
- 1976 - Alex Debón, Spaans motorcoureur
- 1977 - Rens Blom, Nederlands atleet
- 1978 - Jensen Ackles, Amerikaans model en acteur
- 1978 - Liya Kebede, Ethiopisch model en actrice
- 1978 - Maarten Slootmaekers, Nederlands golfer
- 1979 - Katrin Zeller, Duits langlaufster
- 1980 - Diego Gavilán, Paraguayaans voetballer
- 1980 - Carolina Lo Galbo, Nederlands journaliste en presentatrice
- 1981 - Maksim Pedos, Oekraïens schaatser
- 1982 - Gil da Cruz Trindade, Oost-Timorees atleet
- 1982 - Leryn Franco, Paraguayaans atlete
- 1983 - Carlos Abellán, Spaans wielrenner
- 1983 - Nathan Fake, Brits danceproducer
- 1983 - Daniel Carvalho, Braziliaans voetballer
- 1984 - Patrick Helmes, Duits voetballer
- 1984 - Boško Janković, Servisch voetballer
- 1986 - Maurice Lede, Nederlands televisiepresentator
- 1987 - Daniël Stellwagen, Nederlands schaker
- 1987 - Hansen Tomas, Nederlands zanger
- 1988 - Jack Clarke, Brits autocoureur
- 1989 - Florent Caelen, Belgisch atleet
- 1989 - Matt Gotrel, Brits roeier
- 1989 - Daniella Monet, Amerikaans actrice en zangeres
- 1989 - Edinho Pattinama, Nederlands voetballer
- 1989 - Jordão Pattinama, Nederlands voetballer
- 1989 - Carlos Vela, Mexicaans voetballer
- 1990 - Qandeel Baloch, Pakistaans model, actrice en feministisch activiste (overleden 2016)
- 1990 - Eva Daeleman, Belgisch presentatrice
- 1990 - Heo Min-ho, Zuid-Koreaans triatleet
- 1991 - Jekaterina Poistogova, Russisch atlete
- 1991 - Jia Zongyang, Chinees freestyleskiër
- 1992 - Édouard Mendy, Senegalees-Frans voetballer
- 1993 - Josh Beaver, Australisch zwemmer
- 1993 - Juan Bernat, Spaans voetballer
- 1993 - Pieter Claus, Belgisch atleet
- 1993 - Zinedine Ferhat, Algerijns voetballer
- 1993 - Jandrei, Braziliaans voetballer
- 1993 - Erhan Kartal, Turks voetballer
- 1993 - Tilda Lindstam, Zweeds model
- 1993 - Josh McEachran, Engels voetballer
- 1993 - David Smith, Engels voetballer
- 1993 - Jordan Veretout, Frans voetballer
- 1994 - Zana Allée, Frans voetballer
- 1994 - David Babunski, Macedonisch voetballer
- 1994 - Justin Bieber, Canadees zanger
- 1994 - Przemysław Kasperkiewicz, Pools wielrenner
- 1994 - Antoine Palate, Belgisch voetballer
- 1994 - Maximilian Philipp, Duits voetballer
- 1995 - Vincent Abril, Frans autocoureur
- 1995 - Wessel Dammers, Nederlands voetballer
- 1995 - Roy Gelmi, Zwitsers voetballer
- 1995 - Vincent van Hoof, Nederlands voetballer
- 1995 - Elín Metta Jensen, IJslands voetbalster
- 1995 - Marcel Mehlem, Duits voetballer
- 1995 - Genta Miura, Japans voetballer
- 1996 - Ye Shiwen, Chinees zwemster
- 1996 - Salem Eid Yaqoob, Bahreins atleet
- 1996 - Rubio Rubin, Amerikaans-Mexicaans voetballer
- 1997 - João Klauss de Mello (João Klauss), Braziliaans voetballer
- 1998 - Etienne Amenyido, Duits voetballer
- 1998 - Abdel El Ouazzane, Nederlands-Marokkaans voetballer
- 1998 - Thom Jonkerman, Nederlands voetballer
- 1998 - Kai Koreniuk, Nederlands-Amerikaans voetballer
- 1999 - Mohamed Douik, Nederlands-Marokkaans voetballer
- 1999 - Fernando dos Santos Pedro (Fernando), Braziliaans voetballer
- 2000 - Ahmed Kutucu, Turks-Duits voetballer
- 2000 - Rani Vincke, Belgisch atlete
- 2002 - Hussein Ali, Zweeds-Iraaks voetballer
- 2004 - Jeppe Kjær, Deens voetballer
- 2006 - Julian Grey, Amerikaans acteur
- 2007 - Claire Weinstein, Amerikaans zwemster
- 2008 - Silver Metz, Nederlands zanger

## Overleden

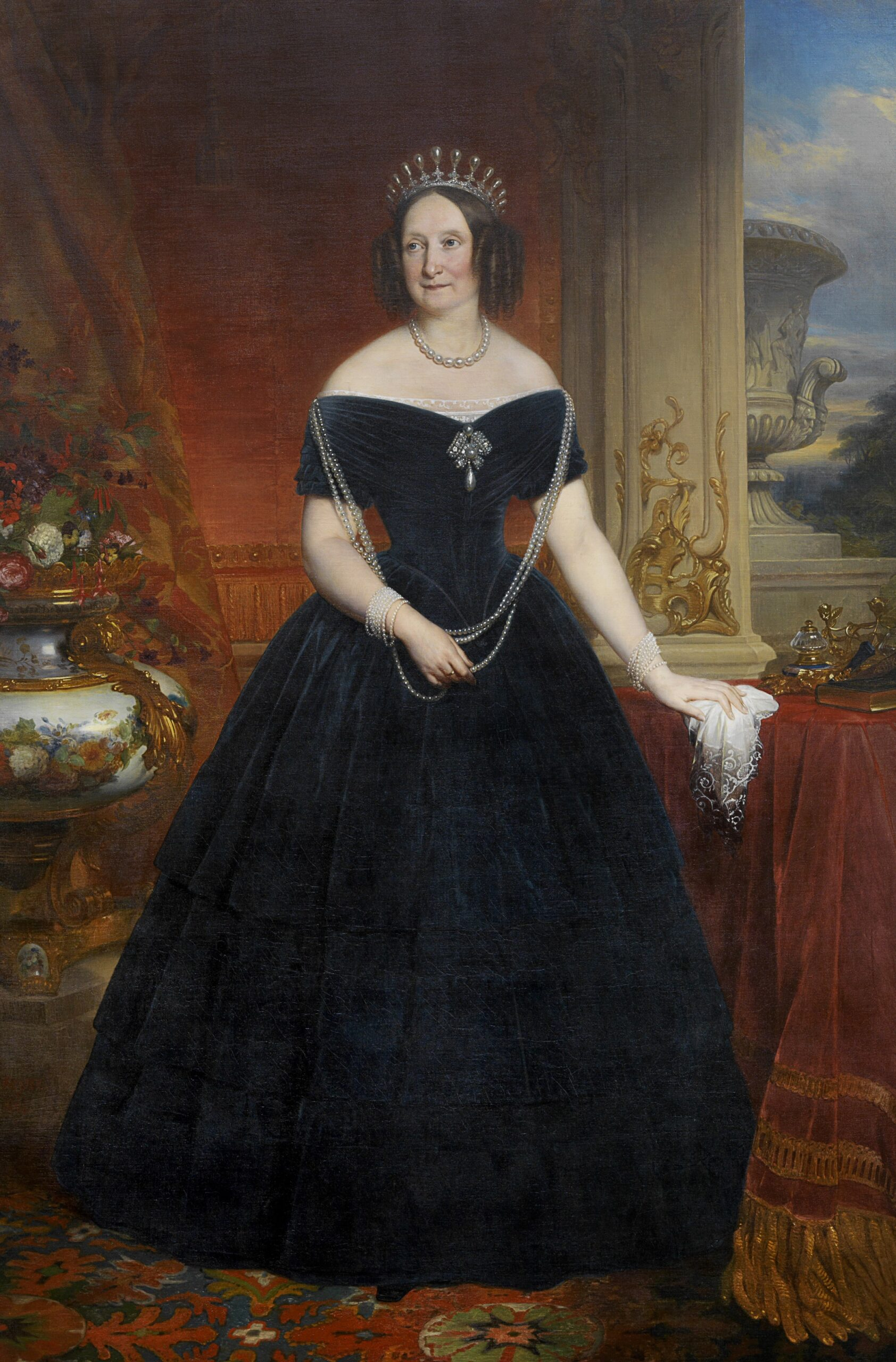
Anna Paulowna
overleden in 1865

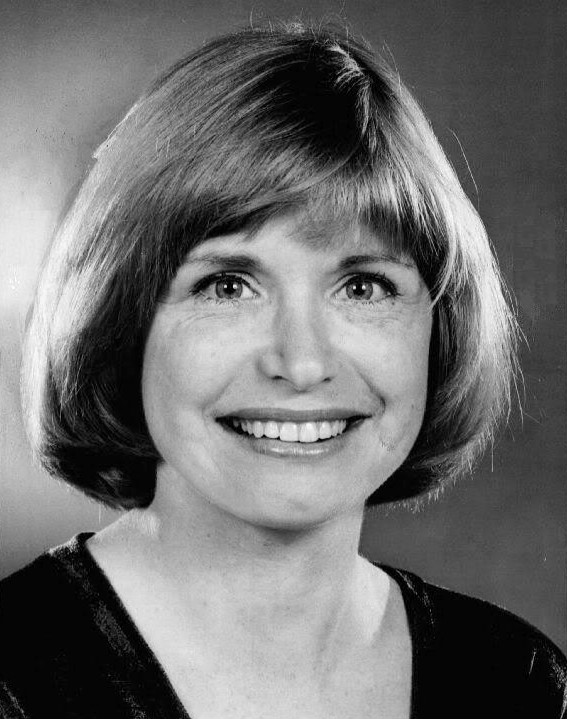
Bonnie Franklin
overleden in 2013

- 492 - Paus Felix III (?), paus (van 483 tot 492)
- 965 - Paus Leo VIII (?), paus (van 963 tot 965)
- 1359 - Emico II van Nassau-Hadamar (?), graaf van Nassau-Hadamar (van 1337 tot 1359)
- 1551 - Martin Bucer (59), Duits theoloog
- 1576 - Luis de Zúñiga y Requesens (47), Spaans landvoogd van de Nederlanden
- 1599 - Edzard II van Oost-Friesland (66), graaf van Oost-Friesland
- 1633 - George Herbert (39), Engels priester en dichter
- 1643 - Girolamo Frescobaldi (59), Italiaans componist en organist
- 1757 - Edward Moore (44), Engels (toneel)schrijver
- 1773 - Jan Wagenaar (63), Nederlands geschiedschrijver
- 1792 - keizer Leopold II van het Heilige Roomse Rijk (44)
- 1865 - Anna Paulowna (70), Russisch echtgenote van koning Willem II
- 1868 - Charles Cooke Hunt (circa 35), Engels ontdekkingsreiziger en landmeter in West-Australië
- 1870 - Francisco Solano López (42), Paraguayaans dictator
- 1877 - Wild Bill Hickok (39), persoonlijkheid uit het vroegere Wilde Westen
- 1885 - Josip Pagliaruzzi (25), Sloveens dichter en schrijver
- 1895 - Pauline Musters (19), Nederlands danseres
- 1911 - Jacobus van 't Hoff (58), Nederlands scheikundige
- 1913 - Jacobus Johannes Bos (96), Nederlands predikant en geschiedschrijver
- 1919 - James McNaught (48), Schots voetballer
- 1921 - Nicolaas I van Montenegro (79), eerste en laatste koning van Montenegro
- 1938 - Gabriele d'Annunzio (74), Italiaans schrijver en politicus
- 1942 - Martin Karl (30), Duits roeier
- 1947 - Jan Boogaard (25), Nederlands SS'er
- 1950 - Alfred Korzybski (70), Pools taalkundige
- 1952 - Mariano Azuela (79), Mexicaans schrijver en medicus
- 1963 - Jorge Daponte (39), Argentijns autocoureur
- 1965 - Johannes Hermanus van Dijk (72), Nederlands sportleraar en vlaggendrager
- 1974 - Kōtarō Tanaka (83), Japans rechtsgeleerde, politicus en rechter
- 1979 - Mustafa Barzani (75), Vader der Koerden (Babê Kurda)
- 1982 - Andrée Bonhomme (76), Nederlands componiste en pianiste
- 1984 - Riek Lotgering-Hillebrand (91), Nederlands radiopresentatrice
- 1984 - Peter Walker (71), Brits autocoureur
- 1987 - Wolfgang Seidel (60), Duits autocoureur
- 1989 - Josephine van Gasteren (71), Nederlands actrice
- 1989 - Henk van Stipriaan (64), Nederlands journalist en presentator
- 1990 - Max Bulla (84), Oostenrijks wielrenner
- 1994 - Guillermo Marchena (47), Nederlands-Antilliaans drummer en zanger
- 1995 - Jackie Holmes (74), Amerikaans autocoureur
- 1996 - Leen Valkenier (71), Nederlands schrijver, geestelijk vader van De Fabeltjeskrant
- 1998 - Aat van Noort (89), Nederlands atlete
- 1998 - Maurice Raichenbach (82), Pools-Frans dammer, wereldkampioen van 1933 tot 1945
- 1999 - Enneüs Heerma (54), Nederlands politicus
- 2001 - Joseph Cyril Bamford (84), Brits ondernemer
- 2001 - John Painter (112), oudste man ter wereld
- 2001 - Hannie Termeulen (72), Nederlands zwemster
- 2005 - Cissy van Bennekom (93), Nederlands actrice
- 2006 - Lee Drollinger (78), Amerikaans autocoureur
- 2006 - Johnny Jackson (54), Amerikaans drummer (The Jackson 5)
- 2006 - Peter Osgood (59), Engels voetballer
- 2006 - Jack Wild (53), Brits acteur en zanger
- 2007 - Manuel Bento (58), Portugees voetbaldoelman
- 2007 - Ernst Stern (80), Nederlands theoloog
- 2009 - Freddy Sijthoff (87), Nederlands uitgever en krantenmaker
- 2010 - Clifton Forbes (64), Jamaicaans atleet
- 2012 - Alice Arden (97), Amerikaans atlete
- 2012 - Henryk Bałuszyński (39), Pools voetballer
- 2012 - Lucio Dalla (68), Italiaans zanger, songwriter en muzikant
- 2012 - Mary Russell-Vick (89), Brits hockeyster
- 2013 - Jewel Akens (79), Amerikaans zanger en muziekproducent
- 2013 - Campbell Armstrong (69), Brits thrillerschrijver
- 2013 - Bonnie Franklin (69), Amerikaans actrice
- 2013 - Gabriel Marie Étienne Vanel (88), Frans aartsbisschop
- 2014 - Alain Resnais (91), Frans filmregisseur
- 2014 - Paul Tant (68), Belgisch politicus en burgemeester
- 2015 - Daniel von Bargen (64), Amerikaans acteur
- 2015 - Emiel Goelen (68), Belgisch televisiepresentator
- 2015 - Carel Visser (86), Nederlands beeldend kunstenaar
- 2015 - Wolfram Wuttke (53), Duits voetballer
- 2016 - Luuk Bartelds (83), Nederlands politicus
- 2016 - Evrard Raskin (80), Belgisch politicus, advocaat, rechter en biograaf
- 2016 - Tony Warren (79), Brits scenarioschrijver
- 2017 - Paula Fox (93), Amerikaans schrijfster
- 2018 - Michael Strempel (73), Duits voetballer
- 2018 - Luigi Taveri (88), Zwitsers motorcoureur
- 2018 - Oscar Timmers (86), Nederlands letterkundige
- 2018 - Bram Westers (89), Nederlands kunsthistoricus en museumdirecteur
- 2019 - Zjores Alferov (88), Russisch natuurkundige en Nobelprijswinnaar
- 2019 - Zeno Melchior Deurvorst (90), Nederlands burgemeester
- 2019 - Peter van Gestel (81), Nederlands schrijver
- 2019 - Ludo Loos (64), Belgisch wielrenner
- 2019 - Paul Williams (78), Brits zanger en bassist
- 2020 - Ernesto Cardenal (95), Nicaraguaans priester, dichter en politicus
- 2020 - Jack Welch (84), Amerikaans chemisch technoloog
- 2021 - Ferdinand Ghesquière (88), Belgisch politicus
- 2021 - Zlatko Kranjčar (64), Kroatisch voetbalcoach en voetballer
- 2021 - Max Morton (78), Brits kunstschilder
- 2021 - Ralph Peterson jr. (58), Amerikaans jazzdrummer, -kornettist, -trompettist en orkestleider
- 2021 - Michail Stoedenetski (86), Russisch basketballer en coach
- 2022 - Conrad Janis (94), Amerikaans jazztrombonist en acteur
- 2022 - Alevtina Koltsjina (91), Russisch langlaufer
- 2022 - Warner Mack (86), Amerikaans countryzanger en songwriter
- 2023 - Wally Fawkes (98), Brits-Canadees jazzmuzikant
- 2023 - Gijs van Herwaarden (86), Nederlands monumentenzorger
- 2023 - Ab van Kammen (90), Nederlands botanicus
- 2023 - Irma Serrano (89), Mexicaans zangeres, actrice en politica
- 2024 - Iris Apfel (102), Amerikaans zakenvrouw, interieurontwerpster en mode-icoon
- 2024 - Jan Edelman Bos (98), Nederlands bedrijfskundige
- 2024 - Akira Toriyama (68), Japans mangaka
- 2025 - Bunky Green (89), Amerikaans jazzsaxofonist[11]
- 2025 - Tim Kruger (Marcel Bonn) (44), Duits acteur en  pornofilmregisseur[12]
- 2025 - Tullio Lanese (78), Italiaans voetbalscheidsrechter[13]
- 2025 - Joey Molland (77), Brits gitarist en singer-songwriter[14]
- 2025 - Sim Noordhof (77), Nederlands dirigent[15][16]
- 2025 - Angie Stone (63), Amerikaans zangeres[17]
- 2025- Jack Vettriano (Jack Hoggan) (73), Brits kunstschilder[18]

## Viering/herdenking

Bosnië en Herzegovina Onafhankelijksdag

Zuid-Korea Onafhankelijksdag

- Bosnië en Herzegovina - Onafhankelijkheidsdag (sinds 1992)
- Zuid-Korea - Dag van de Onafhankelijkheidsbeweging (Samiljeol; 삼일절) (sinds 1919)
- Bulgarije - Baba Marta (мартеница)
- Roemenië - Mărțișor
- Wales - Saint David's Day, feestdag v/d beschermheilige
- Balearen - herdenking autonome gemeenschap (1983)
- Rooms-Katholieke kalender:
  - Heilige Albin(us) (van Angers) († 559)
  - Heilige Swidbert/Swiebert († 713), bisschop - Gedachtenis (in bisdom Rotterdam en bisdom Utrecht)
  - Heilige Eudokia van Heliopolis († 2e eeuw)
  - Heilige Seth (aartsvader) († 4e millennium v.Chr.)
  - Heilige Jonat(h)an (de Benjaminiet) († 11e eeuw v.Chr.)
  - Heilige Marnock van Kilmarnock († c. 625)
  - Heilige David van Menevia († c. 601)
  - Heilige Felix III († 492)
- De Matronalia in het Oude Rome
- Het nieuwe jaar in het Oude Rome: vernieuwing van het Vestaalse vuur
- Complimentendag wordt in de wereld gevierd (begonnen in Nederland, later gevolgd door respectievelijk België en Noorwegen)
- "Dag van zelfbeschadiging" of "Self Injury Awareness Day".[19]

## Weerextremen

### Nederland
| | Officiële records | Officiële records | Officiële records |      | Landelijke records | Landelijke records | Landelijke records |
| Gebeurtenis | Jaar              | Extreem           | Locatie           | Jaar | Extreem            | Locatie            |                    |
| --- | ----------------- | ----------------- | ----------------- | ---- | ------------------ | ------------------ | ------------------ |
| Laagste etmaalgemiddelde temperatuur (°C) | 2018              | −4,7              | De Bilt           |      | 1963               | −6,7               | Eelde              |
| Hoogste etmaalgemiddelde temperatuur (°C) | 1960, 1978        | 9,9               | De Bilt           |      | 1992 1997          | 10,5               | Deelen Arcen       |
| Laagste minimumtemperatuur (°C) | 1929              | −10,8             | De Bilt           |      | 1963               | −13,5              | Eelde              |
| Hoogste minimumtemperatuur (°C) | 1960, 2012        | 8,3               | De Bilt           |      | 1960               | 8,8                | Rotterdam          |
| Laagste maximumtemperatuur (°C) | 1946              | −1,0              | De Bilt           |      | 2018               | −3,7               | Hoorn Terschelling |
| Hoogste maximumtemperatuur (°C) | 1959              | 16,5              | De Bilt           |      | 1920               | 18,9               | Maastricht         |
| Hoogste uurgemiddelde windsnelheid (m/s) | 1949              | 25,2              | De Bilt           |      | 1949               | 29,8               | De Kooy            |
| Hoogste windstoot (m/s) | 1956, 1982        | 25,7              | De Bilt           |      | 2008               | 33,0               | Vlissingen         |
| Langste zonneschijnduur (uur) | 1929, 2023        | 10,0              | De Bilt           |      | 1992               | 10,2               | Wilhelminadorp     |
| Langste neerslagduur (uur) | 1999              | 13,1              | De Bilt           |      | 2005               | 17,4               | De Kooy            |
| Hoogste etmaalsom van de neerslag (mm) | 1999              | 29,9              | De Bilt           |      | 1999               | 32,4               | Soesterberg        |
| Laagste etmaalgemiddelde relatieve vochtigheid (%) | 1932              | 40                | De Bilt           |      | 1932               | 40                 | De Bilt            |
| Laagste uurwaarde luchtdruk op zeeniveau (hPa) | 1989              | 984,2             | De Bilt           |      | 1990               | 979,6              | Twenthe            |
| Hoogste uurwaarde luchtdruk op zeeniveau (hPa) | 1929              | 1043,4            | De Bilt           |      | 1929               | 1045,5             | Eelde              |
| Officiële records worden altijd gemeten op het KNMI-weerstation in De Bilt. Landelijke records kunnen worden gemeten op elk officieel KNMI-weerstation in Nederland. |                   |                   |                   |      |                    |                    |                    |

Uitzonderlijke gebeurtenissen
- 1920 - Eerste officiële zachte dag van het jaar (maximumtemperatuur ≥ 15 °C in De Bilt)
- 1949 - Officieel maandrecord hoogste uurgemiddelde windsnelheid in m/s van maart gemeten in De Bilt: 25,2
- 1949 - Landelijk maandrecord hoogste uurgemiddelde windsnelheid in m/s van maart gemeten in De Kooy: 29,8
- 2023 - Officieel laagste minimumtemperatuur in °C van het jaar gemeten in De Bilt: −5,8 (voorlopig)
- 2023 - Officieel laagste minimumtemperatuur in °C van maart dit jaar gemeten in De Bilt: −5,8
- 2023 - Landelijk laagste minimumtemperatuur in °C van maart dit jaar gemeten in Twenthe: −7,6
- 2023 - Officieel hoogste uurwaarde luchtdruk op zeeniveau in hPa van maart dit jaar gemeten in De Bilt: 1032,0
- 2023 - Landelijk hoogste uurwaarde luchtdruk op zeeniveau in hPa van maart dit jaar gemeten in Vlieland: 1032,5

### België
Dagrecords
- 1888 - Laagste etmaalgemiddelde temperatuur −5,5 °C
- 1870 - Hoogste etmaalgemiddelde temperatuur 11,7 °C
- 1888 - Laagste minimumtemperatuur −10,5 °C
- 1960 - Hoogste maximumtemperatuur 19,5 °C[22]
- 1946 - Hoogste etmaalsom van de neerslag 20 mm

Uitzonderlijke gebeurtenissen
- 1949 - Storm die veel schade veroorzaakt in het noordoosten van Europa, en in het bijzonder aan de Belgische kust, met in Ukkel windstoten tot 128 km/h. De erge schade aan de kust wordt onder andere veroorzaakt door de wind die uitzonderlijk loodrecht op de kust blaast en daardoor de vloed nog extra benadrukt. Langs bijna de hele kust zijn er overstromingen.
- 2008 - Door onweersbuien veroorzaakte hevige lokale valwinden waarbij windsnelheden tot 119 km/h worden gemeten richten schade aan.

<< · 1 · 2 · 3 · 4 · 5 · 6 · 7 · 8 · 9 · 10 · 11 · 12 · 13 · 14 · 15 · 16 · 17 · 18 · 19 · 20 · 21 · 22 · 23 · 24 · 25 · 26 · 27 · 28 · 29 · 30 · 31 · >>